# Poecilosomella sabahi
Poecilosomella sabahi är en tvåvingeart som beskrevs av Papp 2002. Poecilosomella sabahi ingår i släktet Poecilosomella och familjen hoppflugor. Inga underarter finns listade i Catalogue of Life.